# Pont Fora de la Vila
El Pont Fora de la Vila és una obra d'Arbúcies (Selva) inclosa a l'Inventari del Patrimoni Arquitectònic de Catalunya.

## Descripció
Pont als afores de la vila d'un sol arc, pla i fet amb pedra i maons, és molt alt i està a sobre de la riera d'Arbúcies, té baranes de ferro. Passa per sobre de la riera d'Arbúcies, afluent per l'esquerra del Tordera.